# Klasa wydzielona w piłce siatkowej mężczyzn (1954)
Klasa wydzielona w piłce siatkowej mężczyzn 1954 – 18. edycja rozgrywek o mistrzostwo Polski w piłce siatkowej mężczyzn, po raz pierwszy przeprowadzona systemem ligowym (kołowym).

## Klasyfikacja końcowa
| Miejsce | Drużyna           |
| ------- | ----------------- |
| 1.      | AZS-AWF Warszawa  |
| 2.      | Gwardia Wrocław   |
| 3.      | Gwardia Gdańsk    |
| 4.      | Gwardia Warszawa  |
| 5.      | Budowlani Wrocław |
| 6.      | AZS Kraków        |
| 7.      | CWKS Warszawa     |
| 8.      | AZS Gliwice       |